# Réalisateur
Un réalisateur, ou une réalisatrice au féminin, est une personne qui dirige la fabrication d'une œuvre audiovisuelle, généralement pour le cinéma ou la télévision, mais aussi pour la musique enregistrée ou la fabrication d'une émission de radio (dans ce cas, on parle plus volontiers de « metteur ou metteuse en ondes »). Il ou elle est l'équivalent du metteur en scène, ou de la metteuse en scène, au théâtre.
Le réalisateur, peut parfois occuper plusieurs fonctions. En parallèle de la mise en scène et du guidage de l'équipe technique et artistique, il peut participer à la rédaction du scénario, être actrice ou acteur, de même que gérer le montage ou orchestrer la musique de film. On parle alors plus communément de cinéaste, principalement lorsque ces œuvres sont fictionnelles ou documentaires.

## Définitions

### Profession
Le réalisateur a des prérogatives différentes suivant le domaine de son activité et le pays où il exerce. Il peut-être à la fois auteur, artiste et technicien.
Il dirige la réalisation des ouvrages suivants :
- long métrage, moyen métrage et court métrage de fiction (cinéma ou télévision) ;
- long métrage, moyen métrage et court métrage documentaire (cinéma, et surtout télévision) ;
- long métrage, moyen métrage et court métrage d'animation (cinéma ou télévision) ;
- clip musical, quel que soit son mode de diffusion ;
- spot publicitaire, quel que soit son mode de diffusion ;
- captation multicaméra d'événements festifs, de spectacles vivants, de sports, etc, en direct ou en différé pour la télévision ;
- film institutionnel (communication audiovisuelle), tout mode de diffusion ;
- film expérimental, désigné alors plus couramment comme vidéaste.

À partir du scénario, il détermine les aspects visuels et dramatiques du film. Il participe aux castings des comédiens et des principaux techniciens, aux repérages des lieux et à la préparation des décors, des costumes et accessoires, au tournage et à la postproduction ainsi qu'à la promotion. Pour le tournage, il détermine la mise en place de la caméra et des comédiens. Il est chargé de diriger les acteurs (d'où son appellation anglaise de director). Suivant les termes de son contrat, il dirige ou non le montage et le mixage du film. Employé par la production, le réalisateur doit assurer la bonne marche du tournage. C'est à lui de respecter l'agenda et le budget impartis par la production (d'où son appellation allemande de Filmregisseur).

### Montage final
En France, et dans certains autres pays européens qui sont sous le régime du droit d'auteur, le final cut (« montage final ») est partagé non seulement entre le réalisateur et le producteur, mais entre les diffuseurs les plus importants (les chaînes de télévision) qui achètent le droit d'exploitation de l'œuvre pour une durée déterminée et pour des territoires précis, et qui imposent leur droit de regard sur le montage final local en fonction de leurs clientèles. Les décisions nées de ces trois parties font loi et les auteurs de l'écrit de l'œuvre audiovisuelle (scénaristes et dialoguistes) qui ne seraient pas d'accord avec le montage final n'ont d'autre solution que de retirer leur nom du générique, ce qui, en fin de compte, leur serait dommageable.
Aux États-Unis et dans les pays régulés par le régime du copyright, les auteurs de l'œuvre audiovisuelle (réalisateurs, scénaristes et dialoguistes) vendent leur création au producteur qui, de ce fait, en détient la forme finale, le final cut. Pour pallier cette situation, le réalisateur d'un pays du copyright, dès qu'il est reconnu comme étant un artiste performant, cherche à devenir lui aussi producteur ou coproducteur de ses propres œuvres, dans le but de récupérer le montage final, en partie ou en totalité.

## Fictions

### Attributions

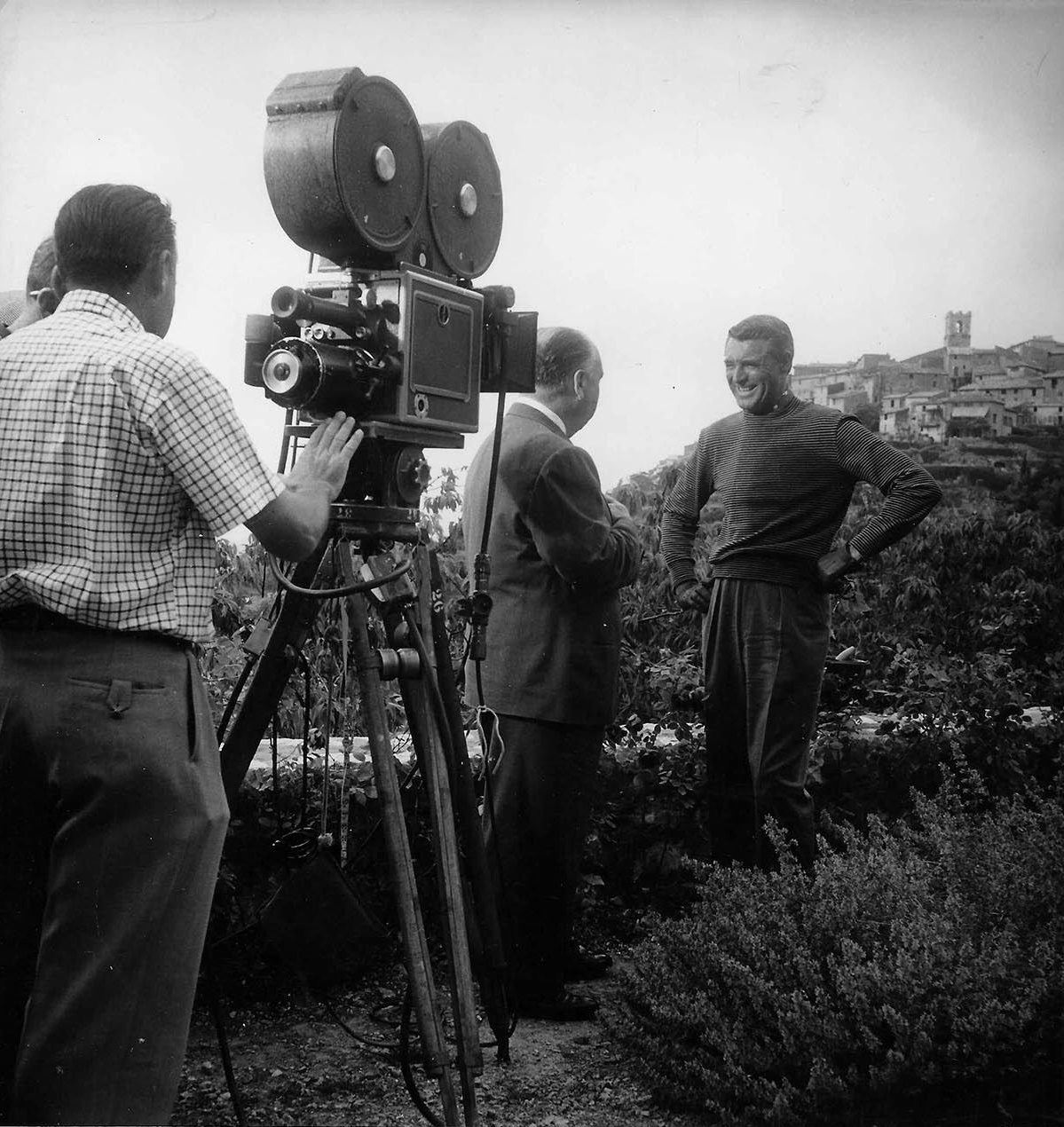
Alfred Hitchcock dirige Cary Grant en extérieur pour La Main au collet (1955).

Les attributions du réalisateur sont complexes. Suivant les projets, elles incluent entre autres :
Pendant la préparation du projet :
- le suivi de l'écriture du scénario s'il y participe, en collaboration éventuelle avec le ou les scénaristes ;
- la définition des orientations artistiques du film avec le producteur de cinéma, ou le producteur de télévision, et le distributeur ou les chaînes de diffusion ;
- la participation à l'établissement d'un budget prévisionnel de production avec les services de production ;
- le choix des collaborateurs principaux : directeur de la photographie, chef opérateur du son, chef décorateur, éventuellement créateur des costumes, monteur ;
- l'étude des décors à construire sur un plateau dans un studio, en liaison avec le chef décorateur et l'accessoiriste ;
- le repérage des décors dits naturels (préexistants au film), en liaison avec les mêmes ;
- le découpage des séquences du scénario en plans (axes de prise de vues et cadrage), avec l'établissement d'un « découpage technique », voire d'un storyboard ;
- la recherche et le choix des acteurs principaux ;
- le travail avec l'un des auteurs du film : le compositeur de la musique originale.

Durant le tournage :
- l'application de ses choix artistiques, communiqués au cadreur et au chef machiniste : positions de la ou les caméras, angles de prise de vues, grosseur des plans, mouvements éventuels de la caméra (panoramiques, travellings, mouvements de grue, etc.) ;
- l'application des choix effectués en collaboration avec le directeur de la photographie, qui concernent l'ambiance lumineuse de la séquence ;
- la direction d'actrices et d'acteurs, qui va du placement dans le décor en fonction de l'action et de la place de la caméra, aux déplacements et gestes multiples et au ton de la voix, avec plus ou moins de directives strictes ou de suggestions d'improvisation ;
- le respect du budget et du temps impartis.

En post-production :

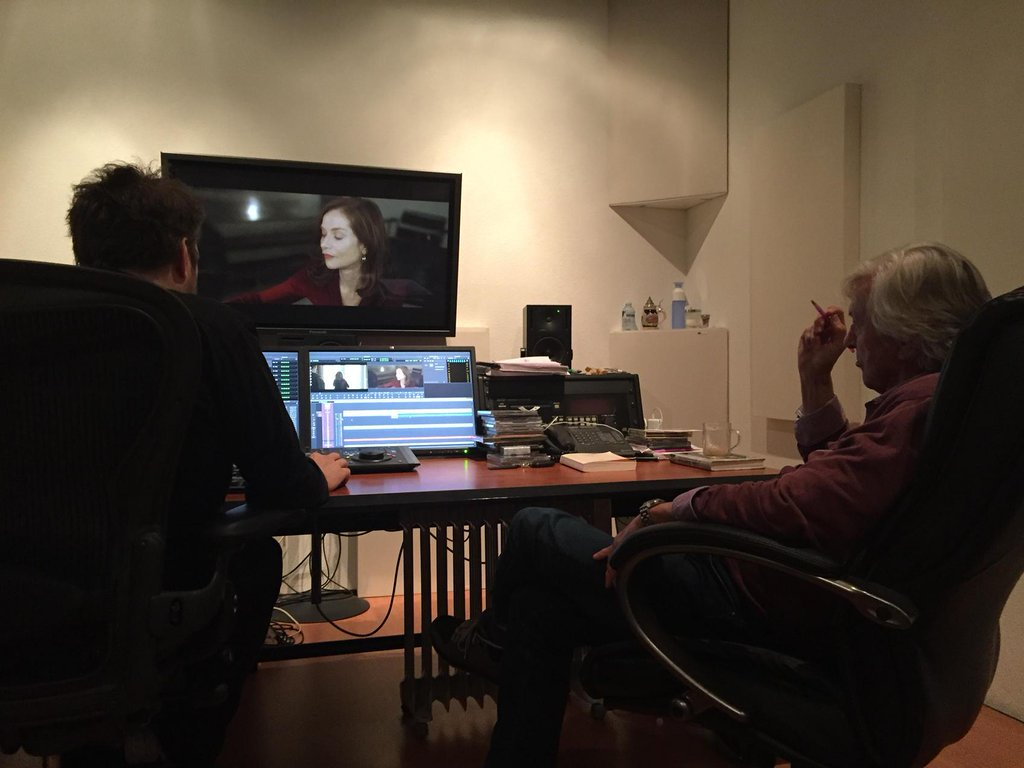
Le réalisateur Paul Verhoeven en salle de montage de son film Elle (2016).

- la direction ou la supervision du montage, aussi bien de l'image que du son (bande son et disposition de la bande musique) ;
- la supervision du mixage.

À la distribution :
- participe à la promotion du film avec les acteurs principaux (presse, télévision, projections test);
- participe aux avant-premières.

### Méthodes de réalisation

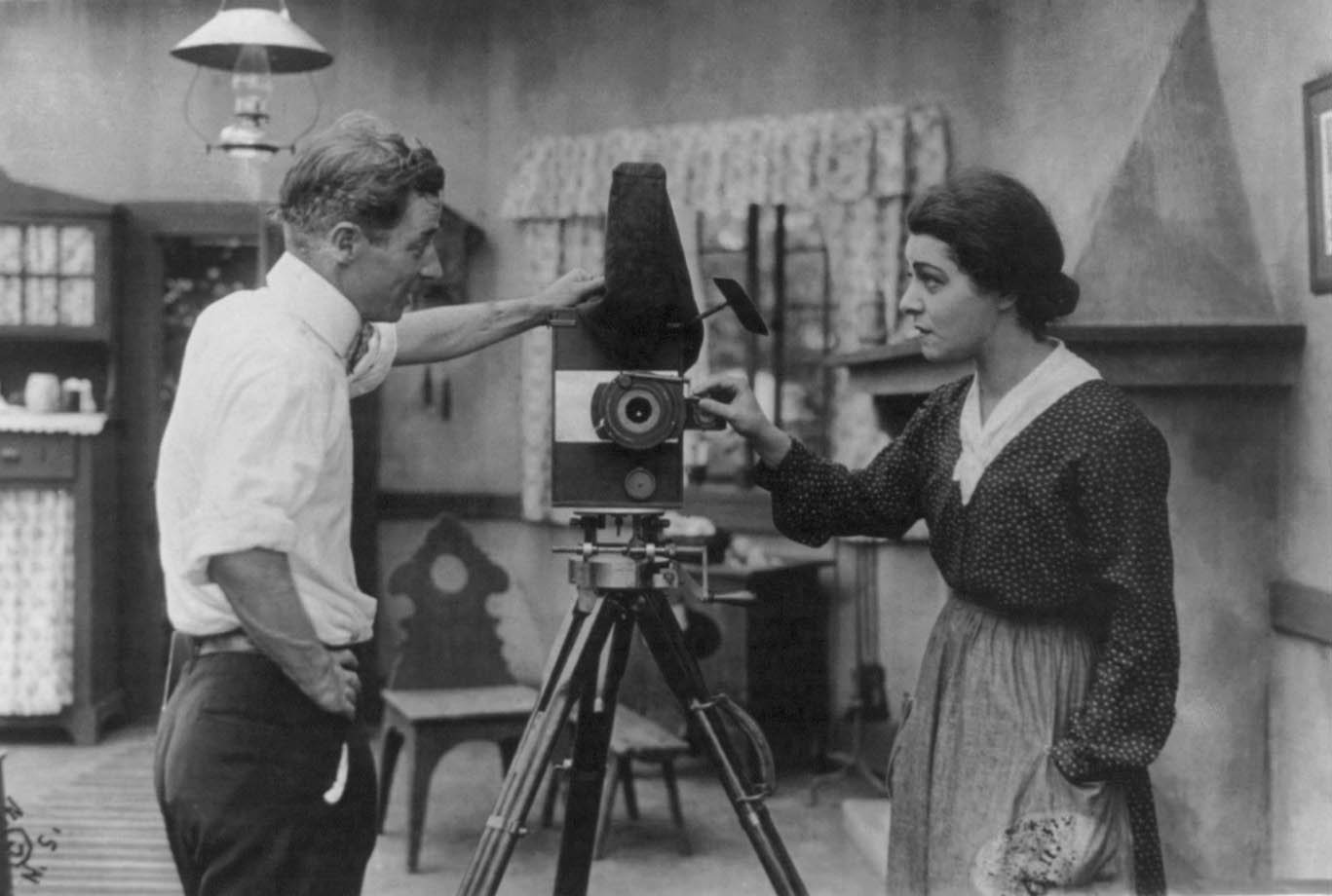
Le réalisateur Herbert Brenon discute d'une scène avec l'actrice Alla Nazimova lors du tournage de Épouses de guerre (1916).

Les droits du réalisateur varient beaucoup selon les films. Plusieurs d'entre eux sont sous le contrôle de l'équipe de production. Mais, de plus en plus, les réalisateurs ont un pouvoir considérable sur un plateau de tournage. Ce procédé n'était surtout visible que durant les années 1930 jusqu'aux années 1950. Il existe aussi des réalisateurs qui ont un pouvoir étendu, et qui exécutent leur vision artistique sur un tournage.
Ils créent une structure dramatique générale, laissant à l'acteur le choix de ses paroles. On retrouve parmi ces réalisateurs Robert Altman, Christopher Guest, ou Spike Lee. Ils contrôlent tous les aspects du tournage : des dialogues, des mouvements, des prises de vues. On parle de politique des auteurs. Ils écrivent leur propre scénario en tant que scénariste pour pouvoir être impliqués dans l'histoire. Parmi ceux-ci, on retrouve Alice Guy, Charlie Chaplin, Billy Wilder, Orson Welles, Ida Lupino, Agnès Varda, Stanley Kubrick, Woody Allen, Hayao Miyazaki, Claire Denis, Oliver Stone, Ann Hui, Pedro Almodóvar, Kathryn Bigelow, Jane Campion, Daryush Shokof, James Cameron, John Lasseter, Andrea Arnold, Quentin Tarantino, Andrew Niccol, Valeria Bruni Tedeschi, Robert Rodriguez, Guy Ritchie, Paul Thomas Anderson, Christopher Nolan, Kevin Smith, M. Night Shyamalan, Sofia Coppola, Asia Argento, Céline Sciamma, Julia Ducournau, ou encore Emma Seligman
Ils engagent toujours le même scénariste pour s'assurer de connaître le style d'écriture, et l'ambiance de l'histoire. Voici plusieurs associations internationales : Martin Scorsese et Nicholas Pileggi avec Paul Schrader, Robert Zemeckis avec Bob Gale, ou Wes Anderson et Owen Wilson avec Noah Baumbach.
Le réalisateur est à la fois chef opérateur et monteur comme Don Coscarelli, Robert Rodriguez et Steven Soderbergh. Le réalisateur est aussi acteur, souvent pour un petit rôle. On remarque Clint Eastwood, Martin Scorsese, Orson Welles, Zach Braff, Mel Brooks, Mel Gibson, Kevin Costner, Woody Allen, Alfred Hitchcock, Quentin Tarantino, Kevin Smith, M. Night Shyamalan, Harold Ramis, Peter Jackson ou encore Julie Delpy, Edward Davis Wood Junior et Michael Bay. Le réalisateur peut aussi travailler étroitement en association avec le producteur du film, généralement responsable des aspects non artistiques du film, comme le financement et le marketing du film. Parmi eux Michael Bay avec Jerry Bruckheimer, James Ivory et Ismail Merchant, ou encore Roland Emmerich et Dean Devlin. Certains réalisateurs s'investissent plus sur le tournage en prenant en charge plus de responsabilités. Orson Welles, par exemple, est célèbre pour son écriture, sa réalisation et sa production ; des réalisatrices sont aussi actrices et productrices, comme Patricia Arquette, Sally Field, Jodie Foster ou Greta Gerwig. D'autres, comme Alice Guy-Blaché, pionnière du cinéma muet, ont même créé leur société de production. À savoir aussi que certains réalisateurs sont habitués ou étaient habitués à tout faire eux-mêmes, comme George Lucas (réalisation, montage, scénarisation, production), Steven Spielberg (idem Lucas), Madeline Anderson ou encore Stanley Kubrick.

### Metteur en scène, réalisateur ou cinéaste

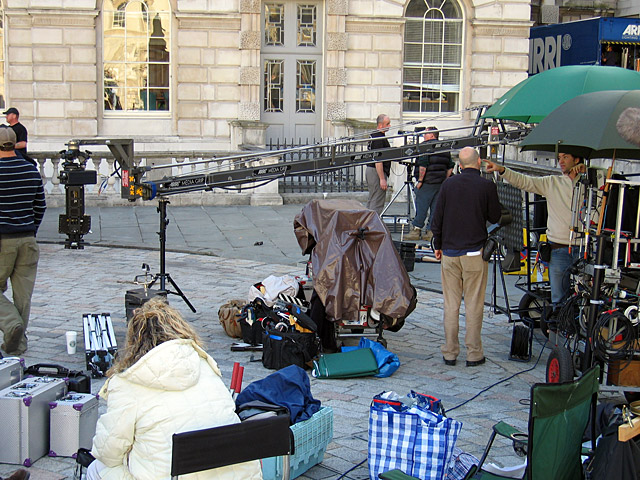
Scène de tournage du film La revanche de Sherlock Holmes.

Dans les pays francophones, ce terme est très controversé à son origine. Durant les années 1910 et 1920, tout le monde essayait de différencier le cinéma du théâtre, et c'est ainsi que plusieurs termes furent créés pour désigner le dirigeant d'un tournage. Ricciotto Canudo a alors proposé « écraniste », mais ce mot, peu agréable à l'oreille, fut vite rejeté. C'est alors que Louis Delluc invente le mot cinéaste qui prit peu à peu sa place dans le vocabulaire du cinéma. Aujourd'hui[Quand ?], personne ne différencie les termes réalisateur, metteur en scène ou cinéaste, malgré leur signification différente[réf. nécessaire]. Metteur en scène serait le terme le plus proche de réalisateur, mais son influence est plus large que celle du réalisateur.
Aux États-Unis, le terme « Director » est vite apparu. Il désignait à l'origine la personne qui dirigeait les acteurs, qui choisissait les décors, et la place de la caméra. Plus tard, sa charge diminua, en faisant appel à d'autres techniciens (division du travail). Le producteur deviendra alors la personne la plus influente lors d'un projet de film. En France, le terme de réalisateur est désormais préféré à celui de metteur en scène. Selon Georges Méliès, en 1907, dans son livre Vues cinématographiques, un réalisateur était censé « réaliser tout, même ce qui semble impossible, et donner l'apparence de la réalité aux rêves les plus chimériques ». Ainsi, sa définition fut élargie, et se voua à rendre le fictif du scénario en images.
C'est après 1958, avec l'arrivée de la Nouvelle Vague, que la mise en scène devient un enjeu théorique. Dans un article de La Revue du Cinéma de 1946 intitulé « Les Origines de la mise en scène », Jean-Georges Auriol définit l'origine de la réalisation à Giotto, peintre :

« Peintre né, de notre double point de vue moderne et cinématographique, est un précurseur parce que, s'il ne pouvait se déclarer cinéaste, il n'en était sans doute pas moins très conscient de son rôle de metteur en scène. Réalisant [à fresque] les scénarios tirés de l'Évangile et de la vie des saints par des prêtres adaptateurs, il les racontait en images éloquentes ; mais il ne les tirait pas tant de la nature telle qu'elle a été créée qu'il ne les composait en imitant le créateur. [...] Giotto s'efforçait de rendre visible l'invisible. Il opérait sans acteurs, sans « interprètes ». Il était lui-même l'interprète de Dieu, son imitateur déjà orgueilleux mais pas son concurrent, pas son rival. »

Ainsi, Jean-Georges Auriol venait de créer deux façons de mettre en scène, l'une qui donnait tous les pouvoirs au metteur en scène, l'autre laissant une certaine liberté aux autres techniciens. La deuxième solution va vite s'imposer, laissant au réalisateur le contrôle de l'espace de tournage : en organisant les limites (cadres et décors), le contenu du film (acteurs et accessoires) et les mouvements (action des acteurs, entrées et sorties). Le cinéma devient alors moins imaginatif, et plus représentatif. Originellement, durant la période du cinéma classique, jusqu'aux années 1950, le réalisateur donnait à voir sa mise en scène, et imposait son point de vue au spectateur. Mais aujourd'hui, le cinéma moderne met en œuvre des plans qui suscitent toute l'attention du spectateur, lui donnant un investissement plus important.[réf. nécessaire]

## Télévision
Dans le cadre de téléfilms ou de séries de fiction, un réalisateur de télévision a un rôle identique à un réalisateur de cinéma. Il doit quand même faire face à des contraintes particulières, telles qu'un budget et une durée de tournage généralement plus limités que dans une production cinématographique. Des contraintes artistiques existent aussi, en particulier pour les séries, où il doit adapter sa réalisation à la charte existante. Pour les émissions purement télévisuelles, divertissement, sport, captation de manifestation, où par définition il ne maîtrise pas totalement l'action, son rôle devient principalement celui d'un metteur en images, avec comme but, celui de retranscrire l'action de façon plaisante et compréhensible pour le spectateur.
En Pologne, à la célèbre École nationale de cinéma de Łódź, les élèves de dernière année doivent réaliser une œuvre de fiction, laquelle sera diffusée à la télévision.
Des réalisateurs comme Anthony Minghella, Paul Greengrass, ou Ken Loach, Sidney Lumet, Steven Spielberg sont d'abord passés par la télévision avant de tourner pour le cinéma.
Des réalisatrices travaillent aussi bien pour le cinéma que pour la télévision et parfois le théâtre. En France, Nina Companeez, Josée Dayan, Danièle Thompson. Certaines se spécialisent dans les séries télévisuelles comme Uta Briesewitz, Julie Anne Robinson, Daisy von Scherler Mayer qui ont notamment travaillé sur Orange is the new black, Shonda Rhimes pour Grey's Anatomy.

## Droits d'auteur
Aux États-Unis, la plupart des réalisateurs sont inscrits à la Directors Guild of America, un syndicat protégeant les droits d'auteurs des réalisateurs. Il existe aussi un équivalent canadien, la Guilde canadienne des réalisateurs. Au Royaume-Uni, la plupart sont inscrits à la Directors Guild of Great Britain (en).
En France, la Société civile des auteurs, réalisateurs et producteurs (ARP) est une société de perception et répartition des droits voisins. Elle perçoit et répartit les ressources de la redevance au titre de la rémunération pour copie privée sur les supports d'enregistrement vierges ainsi que les retransmissions intégrales et simultanées effectuées par les câblo-opérateurs, au profit de ses membres, en leur qualité de producteur. Des associations professionnelles comme la Société des réalisateurs de films (SRF) et le Syndicat français des réalisateurs (SFR) représentent les réalisateurs.